# Valdeir Vieira
Valdeir Vieira (født 11. juli 1944) er en tidligere brasiliansk fodboldspiller og træner.